# Pomeroy (Iowa)
Pomeroy és una població dels Estats Units a l'estat d'Iowa. Segons el cens del 2000 tenia 710 habitants.

## Demografia
Segons el cens del 2000, Pomeroy tenia 710 habitants, 314 habitatges, i 184 famílies. La densitat de població era de 134,4 habitants/km².
Dels 314 habitatges en un 25,2% hi vivien nens de menys de 18 anys, en un 50% hi vivien parelles casades, en un 7,3% dones solteres, i en un 41,4% no eren unitats familiars. En el 39,8% dels habitatges hi vivien persones soles el 22% de les quals corresponia a persones de 65 anys o més que vivien soles. El nombre mitjà de persones vivint en cada habitatge era de 2,12 i el nombre mitjà de persones que vivien en cada família era de 2,86.
Per edats la població es repartia de la següent manera: un 21,5% tenia menys de 18 anys, un 5,8% entre 18 i 24, un 20,4% entre 25 i 44, un 23,2% de 45 a 60 i un 29% 65 anys o més.
L'edat mediana era de 47 anys. Per cada 100 dones de 18 o més anys hi havia 77,4 homes.
La renda mediana per habitatge era de 24.531 $ i la renda mediana per família de 34.028 $. Els homes tenien una renda mediana de 27.083 $ mentre que les dones 22.083 $. La renda per capita de la població era de 15.702 $. Entorn del 9,8% de les famílies i l'11,5% de la població estaven per davall del llindar de pobresa.

## Poblacions més properes
El següent diagrama mostra les poblacions més properes.